# Paroisse de Norton
La paroisse de Norton est à la fois une paroisse civile et un ancien district de services locaux (DSL) canadien du comté de Kings, au Nouveau-Brunswick. Dans le cadre de la réforme de la gouvernance locale du 1er janvier 2023, le territoire du DSL a été réparti entre la ville d'Hampton, le village de Valley Waters et les districts ruraux de Fundy et Kings,,.

## Toponyme

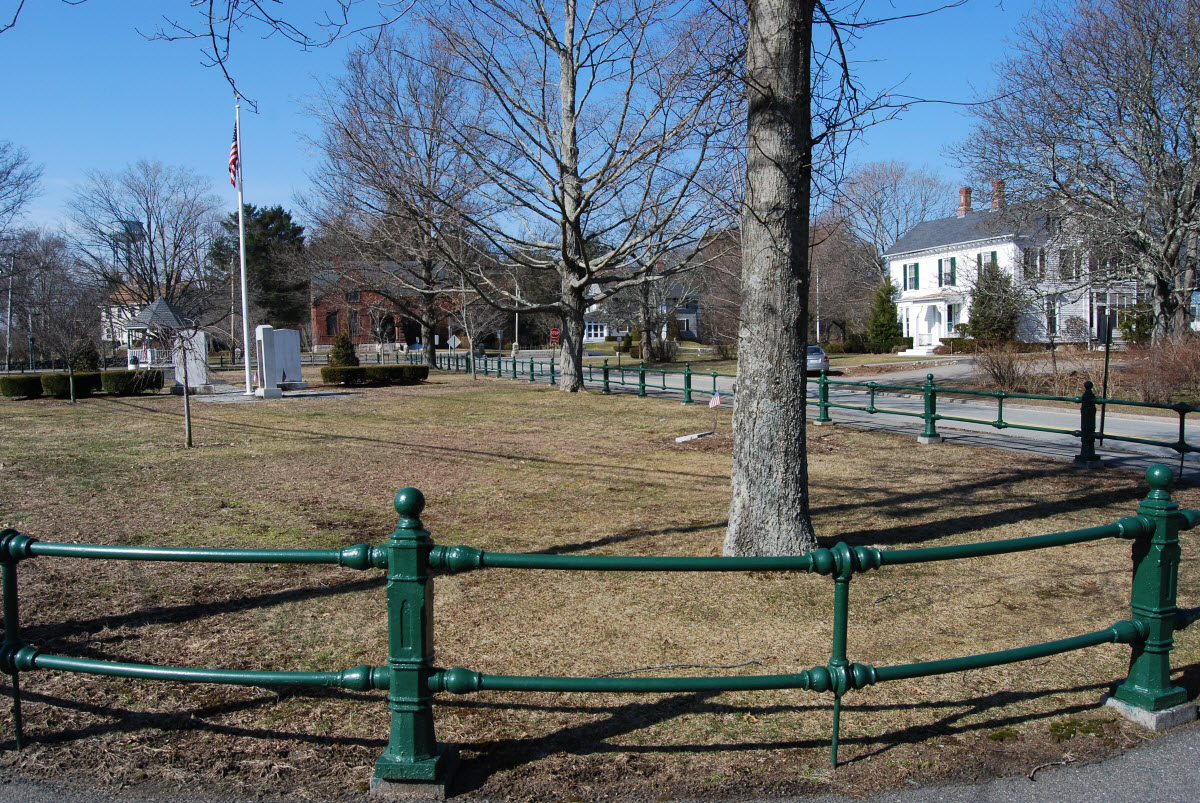
Un parc de Norton, au Massachusetts.

La paroisse de Norton fut possiblement nommée ainsi par George Leonard d'après la ville de Norton, au Massachusetts probablement.

## Géographie

### Villages et hameaux
La paroisse comprend les hameaux suivants: Bloomfield, Central Norton et Passekeag.

## Histoire
Le territoire est colonisé par des Loyalistes à partir de 1783, d'abord au bord de la rivière Kennebecassis puis dans les terres. La paroisse est érigée en 1795. La municipalité du comté de Kings est dissoute en 1966. La paroisse de Norton devient un district de services locaux en 1967.

## Démographie
D'après le recensement de Statistique Canada, il y avait 1325 habitants en 2021, comparativement à 1301 en 2016, soit une hausse de 1,8 %. La paroisse compte 550 logements privés, a une superficie de 144,77 km² et une densité de population de 9,2 habitants au km².
| 2001  | 2006  | 2011  | 2016  | 2021  |
| ----- | ----- | ----- | ----- | ----- |
| 1 222 | 1 209 | 1 296 | 1 301 | 1 325 |

## Économie
Entreprise Fundy, membre du Réseau Entreprise, a la responsabilité du développement économique.

## Administration

### Comité consultatif
En tant que district de services locaux, la paroisse de Norton est administrée directement par le Ministère des Gouvernements locaux du Nouveau-Brunswick, secondé par un comité consultatif élu composé de cinq membres dont un président. Il n'y a actuellement aucun comité consultatif.

### Commission de services régionaux
La paroisse de Norton fait partie de la Région 8, une commission de services régionaux (CSR). Contrairement aux municipalités, les DSL sont représentés au conseil par un nombre de représentants proportionnel à leur population et leur assiette fiscale. Ces représentants sont élus par les présidents des DSL mais sont nommés par le gouvernement s'il n'y a pas assez de présidents en fonction. Les services obligatoirement offerts par les CSR sont l'aménagement régional, l'aménagement local dans le cas des DSL, la gestion des déchets solides, la planification des mesures d'urgence ainsi que la collaboration en matière de services de police, la planification et le partage des coûts des infrastructures régionales de sport, de loisirs et de culture; d'autres services pourraient s'ajouter à cette liste.

### Représentation et tendances politiques
Nouveau-Brunswick: La paroisse de Norton fait partie de la circonscription provinciale de Hampton-Kings, qui est représentée à l'Assemblée législative du Nouveau-Brunswick par Bev Harrison, du Parti progressiste-conservateur. Il fut élu 1999 puis réélu en 2003, en 2006 et en 2010. Une portion non habitée du territoire, située à l'est du ruisseau Moosehorn, fait plutôt partie de la circonscription provinciale de Kings-Est, qui est représentée à l'Assemblée législative du Nouveau-Brunswick par Bruce Northrup, du Parti progressiste-conservateur. Il fut élu en 2006 et réélu en 2010.
 Canada: La paroisse de Norton fait partie de la circonscription fédérale de Fundy Royal, qui est représentée à la Chambre des communes du Canada par Rob Moore, du Parti conservateur. Il fut élu lors de la 38e élection générale, en 2004, puis réélu en 2006 et en 2008.

## Vivre dans la paroisse de Norton
Le DSL est inclus dans le territoire du sous-district 9 du district scolaire Francophone Sud. L'école Samuel-de-Champlain de Saint-Jean est l'établissement francophone le plus proche alors que les établissements d'enseignement supérieurs les plus proches sont dans le Grand Moncton.
L'église Christ de Bloomfield est une église anglicane. Le détachement de la Gendarmerie royale du Canada le plus proche est à Hampton. Le bureau de poste le plus proche est quant à lui à Norton.
Les anglophones bénéficient du quotidien Telegraph-Journal, publié à Saint-Jean, et du Kings County Records, de Sussex. Les francophones bénéficient quant à eux du quotidien L'Acadie nouvelle, publié à Caraquet, ainsi que l'hebdomadaire L'Étoile, de Dieppe.

## Culture

### Personnalités
- George Upham Hay (1843-1913), éducateur, botaniste, auteur, rédacteur en chef et éditeur, né dans la paroisse de Norton

### Architecture et monuments
Un pont couvert traverse le ruisseau Bloomfield dans le village éponyme. Il fut construit en 1917 et mesure 44,5 mètres de long. Un autre pont, hors service mais accessible aux piétons, traverse le ruisseau Moosehorn, le long de la promenade Riverview, près de la route 1. Ce dernier fut construit en 1915 et mesure 28,9 mètres de long.